# CARD domen
Domeni regrutovanja kaspaze (domeni kaspazne aktivacije i regrutovanja, CARD) su interakcioni motivi prisutni u širokom nizu proteina, tipično onih koji učestvuju u procesima vezanim za inflamaciju i apoptozu. Ovi domeni posreduju formiranje velikih proteinskih kompleksa putem direktnih interakcija između individualnih CARD domena. CARD domeni su prisutni u helikazama, kinazama, mitohondrijskim proteinima, kaspazama, i drugim citoplazmičnim faktorima.

## Osnovna svojstva
CARD domeni su potklasa proteinskih motiva poznatih kao savijanje smrti, koji imaju karakterisčan raspored šest - sedam antiparalelnih alfa heliksa sa hidrofobnom osnovom i spoljašnjom stranom bogatom u naelektrisanim ostacima. Drugi motivi u ovoj klasi su pirinski domen (PYD), domen smrti (DD), i domen efektora smrti (DED), svi od kojih takođe prvenstveno deluju u regulaciji apoptoze i inflamatornog responsa.

## CARD domeni u apoptozi
CARD domeni su originalno bili karakterisani na osnovu njihovog učešća u regulaciji kaspazne aktivacije i apoptoze. Osnovna šestoheliksna struktura domena je konzervirana od sisara sve do ced-3 i ced-4 gena kod C. elegans, organizma kod kojeg je nekoliko komponenti apoptozne mašinerije prvo okarakterisano. CARD motivi su prisutni u brojnim proteinima koji promovišu apoptozu, prvenstveno kaspazama 1,2,4,5,9, i 15 kod sisara.

## Literatura
- Hiscott J;  . (2006). „MasterCARD: a priceless link to innate immunity”. Trends Mol Med. 12 (2): 53—6. PMID 16406812. doi:10.1016/j.molmed.2005.12.003.
- Ting JP, Williams KL (2005). „The CATERPILLER family: an ancient family of immune/apoptotic proteins”. Clin Immunol. 115 (1): 33—7. PMID 15870018. doi:10.1016/j.clim.2005.02.007.
- Martinon F, Tschopp J (2004). „Inflammatory caspases: linking an intracellular innate immune system to autoinflammatory diseases”. Cell. 117 (5): 561—74. PMID 15163405. doi:10.1016/j.cell.2004.05.004.
- Hong GS, Junk YK (2002). „Caspase recruitment domain (CARD) as a bi-functional switch of caspase regulation and NF-kappaB signals”. J Biochem Mol Biol. 35 (1): 19—23. PMID 16248965. doi:10.5483/BMBRep.2002.35.1.019.
- Bouchier-Hayes L, Martin SJ (2002). „CARD games in apoptosis and immunity”. EMBO Rep. 3 (7): 616—21. PMC 1084193 . PMID 12101092. doi:10.1093/embo-reports/kvf139.